# Гремучий Ключ (Андрієвська сільська рада)
Грему́чий Ключ (рос. Гремучий Ключ, башк. Гремучий Ключ) — присілок у складі Ілішевського району Башкортостану, Росія. Входить до складу Андрієвської сільської ради.
Населення — 64 особи (2010; 76 у 2002).
Національний склад:
- росіяни — 50 %
- татари — 41 %